# کوچرینوفو
کوچرینوفو شهری در کیوستندیل کشور بلغارستان است که جمعیت آن در سال ۲۰۰۱ میلادی ۲٬۲۱۰ نفر بوده‌است.